# Piovono mucche
Piovono mucche è un film del 2002 diretto da Luca Vendruscolo.
Il film nasce dall'esperienza del regista come obiettore di coscienza proprio presso una comunità di disabili. Il film di Luca Vendruscolo si basa su una sceneggiatura che ha vinto il premio Solinas nel 1996.

## Trama
All'interno della comunità per disabili "Ismaele" di Roma giunge Matteo, in quanto obiettore di coscienza e, quindi, destinato al servizio civile.
Qui convive una variegata comunità di disabili, persone destinate ad un condizionamento nella loro vita quotidiana, ma comunque persone con sentimenti, aspirazioni e spesso di ricordi di un loro passato di "abili".
Matteo qui incontra altri coetanei, e per lui inizia un'esperienza costruttiva fatta di situazioni di emergenza, di necessità, di turni, di confronti con una difficile realtà. Egli impara a convivere con queste persone ed arriva anche a comprendere alcuni atteggiamenti difficili da cogliere dall'esterno.
Spesso il tutto esula dalla drammaticità della situazione, svolgendosi con ironia.
Matteo, però, deve affrontare anche le sconfitte, la morte di un disabile ed un altro che si salva per un pelo da un'overdose.

## Distribuzione
Presentato in concorso il 12 novembre 2002 al Torino Film Festival, in sala è uscito il 28 marzo 2003.

## Premi
1996 – Premio Solinas alla sceneggiatura